# 奧文河
奧文河（英語：Oldman River），又譯老人河，前稱貝利河（Belly River），是加拿大亞伯達省南部的一條河流。該河流西起洛磯山脈，向東流經麥律堡及列必珠，直至格拉夕湖地區，在該處與弓河匯合為南沙斯卡寸旺河，最終流入哈德遜灣。
奧文河全長362（225英里），流域面積26,700平方（10,300平方英里）。
現今所稱的「貝利河」為一條獨立的河流，是奧文河的支流。

## 外部連結
- Oldman Watershed Council: www.oldmanwatershed.ca